# Jenny McCarthy
Jennifer Ann McCarthy est une playmate, actrice, humoriste, productrice, scénariste, militante anti-vaccination et animatrice de télévision américaine, née le 1er novembre 1972 à Chicago, Illinois aux États-Unis. 
Personnalité de la télévision américaine, elle se fait connaître, dans un premier temps, en tant que playmate du magazine Playboy. Par la suite, elle entame une carrière dans le milieu du cinéma et de la télévision.
Au cinéma, elle a notamment joué dans Scream 3 (2000), Scary Movie 3 (2003), Dirty Love (2005) et John Tucker doit mourir (2006). Elle a, entre autres, présenté son propre talk-show sur la chaîne MTV, The Jenny McCarthy Show (1997 et 2013) et elle fait partie du jury de The Masked Singer, depuis 2019. En parallèle, elle multiplie les apparitions télévisées.
Elle est la cousine de l'actrice Melissa McCarthy. 

## Biographie

### Jeunesse et formation
Deuxième des quatre filles d'une famille ouvrière, elle a grandi dans les quartiers sud de Chicago, sa famille est d'origine irlandaise. Elle a fait toute sa scolarité dans des écoles catholiques notamment une école catholique pour filles. Fille sportive, elle pratiquait le hockey sur gazon.
Adolescente, elle poursuit ses études secondaires à la Brother Rice High School et à la St. Laurence High School. Bien qu'elle soit pom-pom girl, elle se décrit comme une paria dans son école, victime de brimades répétées par ses camarades de classe. Elle passe ensuite deux ans à la Southern University, dans l'Illinois.

### RévélationPlayboy, cinéma et télévision

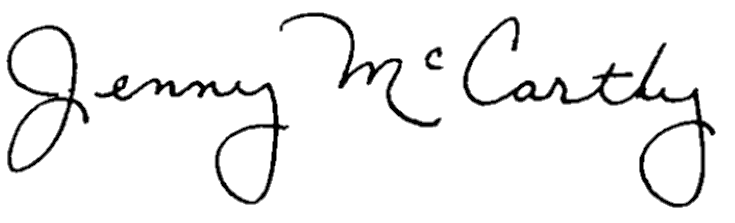
Signature de Jenny McCarthy, en tant que playmate.

Après avoir quitté l'école elle décide d'entamer des études pour devenir infirmière. Pour financer ses études, elle décide d'envoyer une photo au magazine Playboy et devient Miss octobre 1993. Elle finira par être élue Playmate de l'année en 1994. Ses parents, bien que fervents catholiques, prendront plutôt bien la chose, ce qui n'est pas le cas du reste de la famille, notamment ses quatre oncles et ses quatre tantes qui sont respectivement prêtres et moniales, un de ses oncles étant allé jusqu’à déclarer qu'elle irait brûler en enfer pour ça. Cependant, sa jeune sœur Amy posera également nue pour le site playboyplus.com en 2004 et 2005 (successivement Cybergirl of the Week puis Cybergirl of the Month).
Elle s'installe ensuite à Los Angeles afin de se consacrer à sa carrière. Dès lors sous l'écurie Playboy, elle participe notamment à l'émission Hot Rocks qui diffusait des vidéoclips non censurés. Mais elle quitte rapidement ce programme pour une émission de rencontres. 
En effet, en 1995, elle se fait remarquer et gagne en notoriété, en tant que co-animatrice de l'émission Singled Out du réseau MTV, aux côtés de Chris Hardwick, une sorte de Tournez manège pour les jeunes. La même année, elle auditionne afin d'incarner l'héroïne du film Showgirls mais le rôle est finalement attribué à l'actrice Elizabeth Berkley. Et, elle apparaît aux côtés du catcheur Shawn Michaels au Pay-per-view WrestleMania XI. Elle assistera à son combat accompagnée de Pamela Anderson aux abords du ring, avec qui elle partagera, quelque temps plus tard, la couverture d'un autre numéro Playboy. 
En 1996, le célèbre magazine People l'intègre dans son classement des 50 plus belles personnes du monde.  
Durant cette période, elle décroche aussi des petits rôles dans des films tels que Dernières heures à Denver de Gary Fleder et Les Stupides de John Landis. Puis, elle publie son premier livre, Jen-X: Jenny McCarthy's open book, en 1997. Cette année-là, le réseau NBC lui fait confiance et lui permet de porter sa sitcom, Jenny, qui ne dure cependant qu'une saison. Elle y joue le premier rôle aux côtés de George Hamilton, Dale Godboldo et Courteney Cox. 
Aussi, elle passe à côté du rôle d'Ellie Arroway pour le film Contact, un personnage finalement interprété par Jodie Foster.  
Elle a été élue plus belle femme du monde par le magazine FHM en 1998. La même année, elle décroche son premier rôle d'envergure au cinéma dans Baseketball de David Zucker, aux côtés de Trey Parker et Matt Stone. Et elle présente la cérémonie des MTV Europe Music Awards. 
Elle auditionne pour le rôle de Natalie Cook dans Charlie et ses drôles de dames de McG mais c'est Cameron Diaz qui est choisie. Elle fera ensuite des apparitions au cinéma comme dans le troisième volet de la saga Scream : Scream 3, un rôle similaire à celui de l'actrice Sarah Michelle Gellar, dans l'opus précédent Scream 2. Elle décline d'ailleurs une participation dans Scary Movie afin de pouvoir tourner dans ce film. Mais finalement, trois ans plus tard, elle participe à la scène d'ouverture de Scary Movie 3 aux côtés de Pamela Anderson. 

Entre-temps, elle apparaît en tant que guest-star dans des séries comme Charmed et La Star de la famille. En 2002, elle co-anime la 29e cérémonie des American Music Awards. 

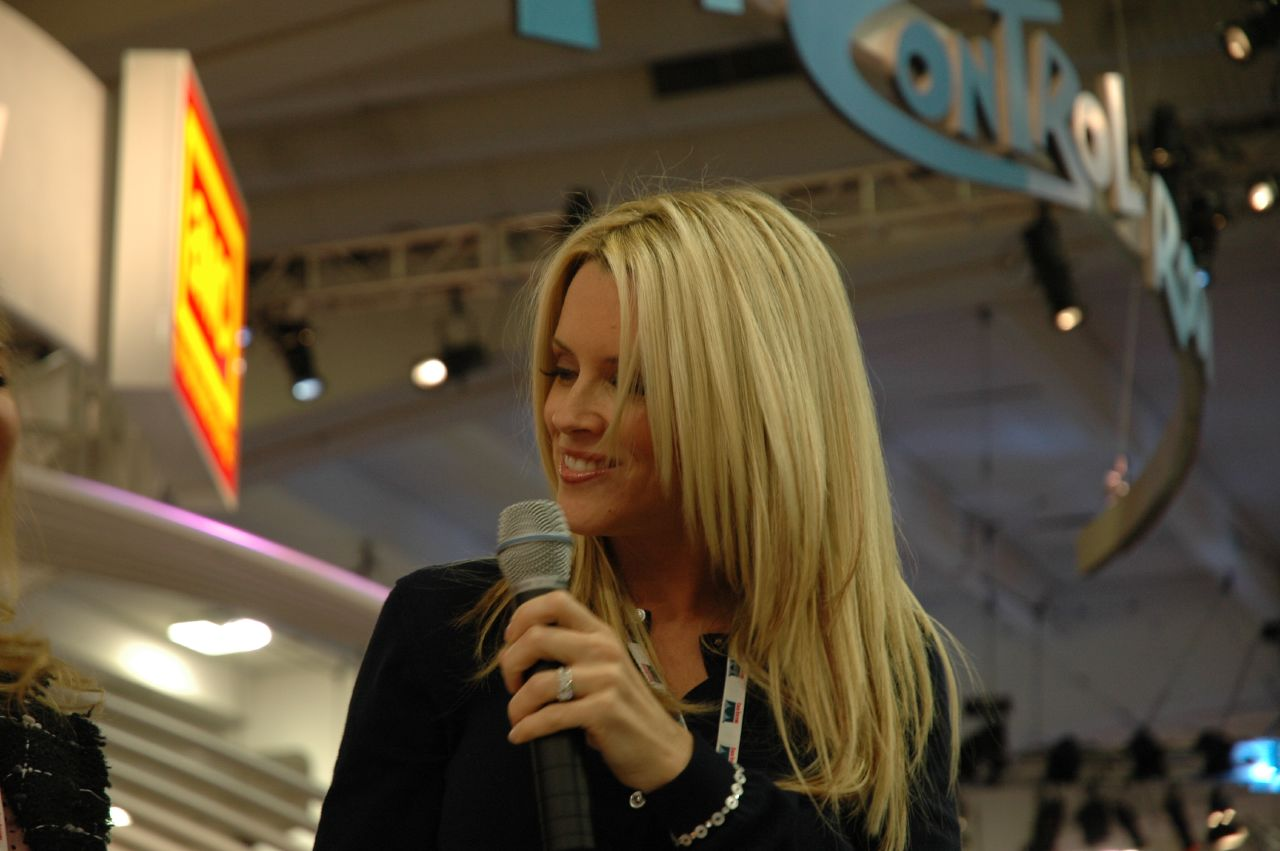
En avril 2005.

En 2004, elle fait la couverture du magazine FHM. L'année suivante, elle produit et porte le film Dirty Love, sorti en DVD, pour lequel elle a également écrit le scénario. Cette production est cependant laminée par les critiques et lui vaut le Razzie Awards de la pire actrice. Puis, elle présente une émission de télé-réalité sur E! appelée Party at the Palms. 
En 2006, elle est l'héroïne du téléfilm de Noël, La Fille du Père Noël réalisé par Ron Underwood. La même année, elle intervient sur NBC dans le show de Catch WWE Saturday Night's Main Event afin de parler de son association contre l'autisme. 
En 2007, elle est égérie de la marque Weight Watchers. L'année d'après, elle participe au jeu vidéo Alerte Rouge 3 afin d'incarner le commando Tanya Adams dans les vidéos, remplaçant l'actrice Kari Wuhrer. 
En 2009, elle joue un rôle de coach dans le jeu vidéo sur Wii, Your Shape et en fait la promotion dans des publicités. Enfin, elle retrouve le personnage de Mary Class pour La Fille du Père Noël 2 : Panique à Polaris.

### Production et présentation
Entre 2007 et 2011, elle joue un rôle récurrent dans la sitcom plébiscitée Mon oncle Charlie.
En 2012, elle est la présentatrice de la deuxième saison de Love in the Wild, une émission de télé-réalité de la chaîne NBC. La même année, elle réapparaît en couverture du magazine Playboy. L'année suivante, elle porte son propre talk-show, The Jenny McCarthy Show.

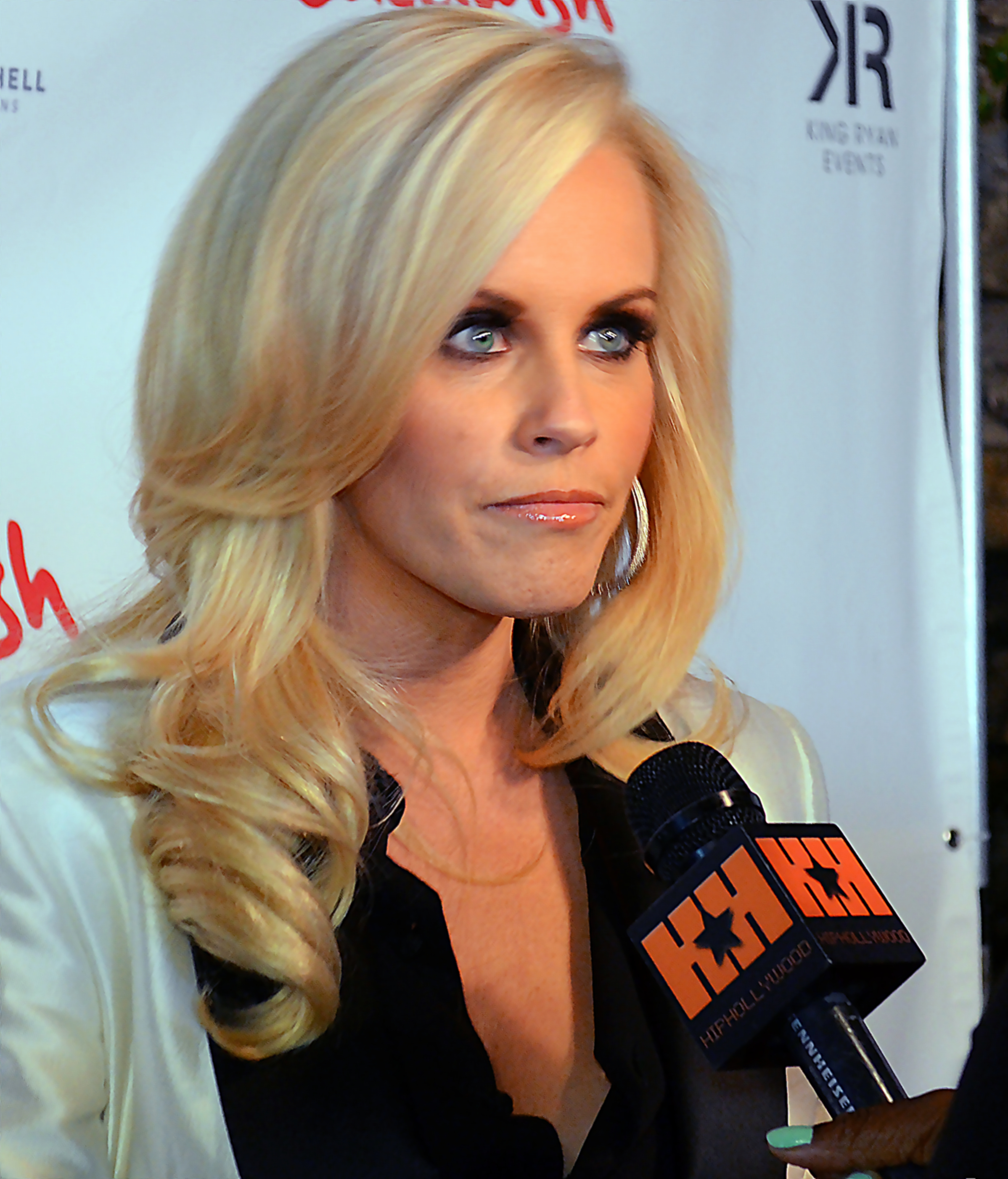
McCarthy, en 2012, lors d'une soirée mondaine organisée par le magazine Playboy.

Ensuite, elle rejoint l'équipe d'animateurs de la célèbre émission de télévision américaine The View. Elle y remplace Joy Behar mais ne reste finalement qu'une seule saison (la 17e), étant peu satisfaite des conditions de travail. 
En 2015, elle produit une émission de télé-réalité intitulée Donnie Loves Jenny aux côtés de son mari Donnie Wahlberg. Parallèlement, elle anime une émission de radio, SiriusXM. 
En 2017, elle officie en tant que productrice exécutive de l'éphémère sitcom comique, inédite en France, Return of the Mac, dans laquelle elle s'octroie un rôle.  
En janvier 2019 elle fait partie du jury de la première saison de The Masked Singer avec comme autres juges Ken Jeong, Nicole Scherzinger et Robin Thicke, et animé par Nick Cannon. L'émission est un franc succès et une seconde saison est rapidement commandée.

## Vie privée
Durant l'année 1998, Jenny commence à fréquenter l'acteur/producteur, John Mallory Asher. En janvier 1999, le couple se fiance et se marie le 11 septembre 1999. Ensemble, ils ont un garçon, Evan Joseph Asher, le 18 mai 2002. En août 2005, le couple divorce.
En décembre 2005, Jenny commence à fréquenter l'acteur, Jim Carrey. Mais le couple ne commence à s'afficher qu'à partir de juin 2006. Lors d'une interview le 2 avril 2008, Jenny a déclaré qu'elle venait d'emménager avec Jim mais qu'ils ne comptaient pas se marier. En avril 2010, le couple se sépare.
Depuis avril 2013, Jenny fréquente Donnie Wahlberg, frère de Mark Wahlberg et membre du groupe NKOTB. Ils se sont fiancés en avril 2014 et mariés le 31 août 2014.

### Polémiques diverses
En 2012, à l'occasion de la 40ème édition des American Music Awards, Jenny McCarthy, qui venait de remettre à Justin Bieber son prix, se précipita sur le chanteur en l'embrassant tout en pinçant Justin par les fesses. Bieber, visiblement surpris déclara "Je me sens violé à présent" avant de poursuivre son discours de remerciement. 
Devant l'ampleur de la polémique, Jenny McCarthy se défendra sur Twitter en publiant "Viol de cougar? #pauvrejustin".
En juin 2014, Jenny est la cible de critiques après qu'elle eut publié une blague sur les transsexuels en référence au scandale autour de l'ex-compagnon de Jennifer Lopez, Casper Smart.

### Controverse anti-vaccins

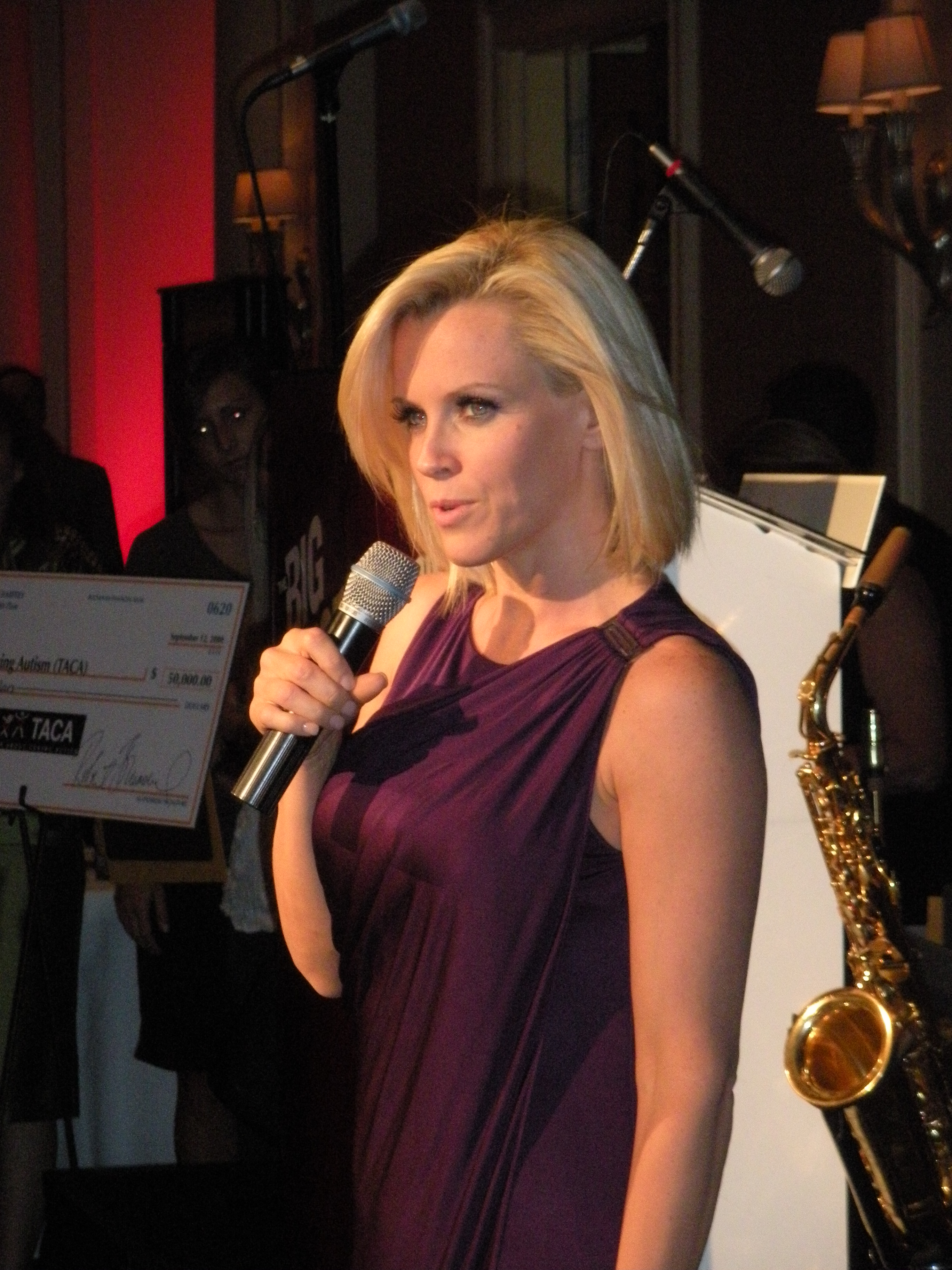
En 2008, McCarthy est porte parole de l'association Ante Up For Autism.

Fin des années 2000 et décennie suivante, McCarthy joue un rôle prééminent dans la promotion du mouvement anti-vaccinations aux États-Unis. Elle agit comme porte-parole de plusieurs groupes anti-vaccins et reprend dans les médias des théories liant vaccination et autisme, depuis qu'elle a annoncé en 2007 que son fils est autiste,. McCarthy a été porte-parole du groupe Talk About Curing Autism (2007-2008) et a siégé au conseil d'administration de Generation Rescue (à partir de 2011), deux organisations qui perpétuent des mythes concernant les causes et les traitements disponibles concernant l'autisme,,,,,,.
Elle a écrit trois livres concernant son parcours comme parent d'un enfant autiste : Louder than Words: A Mother's Journey in Healing Autism (2007), Mother Warriors: A Nation of Parents Healing Autism Against All Odds (2008) et Healing and Preventing Autism (avec  Jerry Kartzinel, 2009). Ces ouvrages reprennent les accusations concernant la vaccination et décrivent des traitements non conventionnels,,,.
En plus d'utiliser des approches fondées sur la science, elle dit avoir soumis son fils à un grand nombre de traitements non conventionnels, y compris l'injection de vitamine B-12, un régime sans caséine ou gluten et le caisson hyberbare. Elle insiste particulièrement sur des traitements de chélation, technique discréditée par des études scientifiques et qui fait l'objet d'un avertissement de l'Institut national de la santé mentale, qui souligne les risques pour la santé cardiovasculaire qui y sont associés,.
La visibilité qu'elle a contribué à donner au mouvement anti-vaccination lui a valu d'être la lauréate en 2008 d'un prix satirique de la James Randi Educational Foundation, octroyé à « la personnalité publique ayant trompé le plus grand nombre de personnes avec un minimum d'efforts » selon cette fondation.
McCarthy a continué de propager la théorie d'un lien entre la vaccination et l'autisme bien après que l'étude d'Andrew Wakefield ayant donné naissance au mouvement a été dénoncée pour les méthodes frauduleuses employées et officiellement retirée. Elle a continué à défendre Wakefield publiquement même après que celui-ci s'est vu interdire de pratiquer la médecine au Royaume-Uni,,.
Sa propension à s'attribuer une expertise qu'elle n'a pas (effet Dunning-Kruger) est connue sous l'expression de « l'effet Jenny McCarthy ».

## Filmographie

### Cinéma

#### Longs métrages
- 1995 : Dernières heures à Denver de Gary Fleder : La nurse blonde
- 1996 : The Stupids de John Landis : L'actrice Glamour
- 1998 : Baseketball de David Zucker : Yvette Denslow
- 1999 : Diamonds de John Asher : Sugar
- 2000 : Scream 3 de Wes Craven : Sarah Darling
- 2001 : Thank Heaven de John Asher : Julia
- 2002 : The Perfect You de Matthew Miller : Whitney
- 2003 : Scary Movie 3 de David Zucker : Kate
- 2005 : Dirty Love de John Asher : Rebecca Sommers (également productrice et scénariste)
- 2006 : John Tucker doit mourir de Betty Thomas : Lori
- 2008 : Hot Protection de Charles Robert Carner : Connie
- 2008 : Les décalés du cosmos - Ze film de Bernie Denk : Six (voix originale)
- 2008 : Saucisses à tout prix (Wieners) de Mark Steilen : Mademoiselle Isaac
- 2010 : Le Voyage extraordinaire de Samy de Ben Stassen : Shelly (voix originale)

#### Court métrage
- 2012 : Jenny McCarthy's Bad Habits de Billie Mintz : elle-même (également scénariste)

### Télévision

#### Séries télévisées
- 1994 : Les Dessous de Palm Beach (Silk Stalkings) : Une modèle (1 épisode)
- 1995 : Mr. Show with Bob and David : Rhonda (1 épisode)
- 1996 : Alerte à Malibu (Baywatch) : April Morella (1 épisode)
- 1996 : Wings : Dani (1 épisode)
- 1997-1999 : Jenny : Jenny McMillan (17 épisodes)
- 1999 : Papa bricole (Home Improvement) : Alex (1 épisode)
- 2000 : Live Girls : Rebecca (pilote non retenu par 20th Century Fox Television)
- 2000-2001 et 2003 : Voilà ! (Just Shoot Me!) : Brandi / Une covergirl / Burt.Brandi (3 épisodes)
- 2001-2002 : Le Drew Carey Show : elle-même / Marlo Kelly / personnage divers (3 épisodes)
- 2001 : On the Road Again : Amber Beamis  (1 épisode)
- 2001 : Honey Vicarro : Honey Vicarro (pilote non retenu par 20th Century Fox Television)
- 2003 : Fastlane : Gretchen Bix (1 épisode)
- 2003 : Charmed : Mitzy Stillman (1 épisode)
- 2003 : Quoi d'neuf Scooby-Doo ? : Marcy (1 épisode)
- 2003 : Wanda at Large : Leader (1 épisode)
- 2003 : Less Than Perfect : Dani (3 épisodes)
- 2003 : Untitled Jenny McCarthy Project : Portia (pilote non retenu par ABC)
- 2003-2004 : One on One : Holly Spears (4 épisodes)
- 2004 : Méthode Zoé (Wild Card) : Candy LaRue (2 épisodes)
- 2004 : All About the Andersons (en) : Lauren (1 épisode)
- 2004 : La Star de la famille (Hope & Faith) : Mandi Radnor (3 épisodes)
- 2005 : Ce que j'aime chez toi (What I Like About You) : Michelle (1 épisode)
- 2005 : The Bad Girl's Guide : JJ (6 épisodes)
- 2005 : Les Lectures d'une blonde : Eve (1 épisode)
- 2006 : Earl (My Name Is Earl) : Wendy (1 épisode)
- 2006 : Untitled Patricia Heaton Project : Hilary (pilote non retenu par ABC)
- 2007 : Les Décalés du cosmos (Tripping the Rift) : Six (voix originale, 13 épisodes)
- 2007-2011 : Mon oncle Charlie (Two and a Half Men) : Courtney (8 épisodes)
- 2008 : In the Motherhood : Kelly (5 épisodes)
- 2009 : Chuck : Sylvia Arculin (1 épisode)
- 2017 : Return of the Mac : Jenny (6 épisodes - également productrice exécutive de 8 épisodes)

#### Téléfilms
- 2000 : Python de Richard Clabaugh : Francesca Garibaldi
- 2006 : La Fille du Père Noël (Santa Baby) de Ron Underwood : Mary Class
- 2009 : La Fille du Père Noël 2 : Panique à Polaris (Santa Baby 2 : Christmas Maybe) de Ron Underwood : Mary Class

### Télé crochets et émissions
- 1995 : Singled Out (émission de télévision, 130 épisodes)
- 1997 : The Jenny McCarthy Show (talk-show, 22 épisodes)
- 1998 : MTV Europe Music Awards (émission de télévision)
- 2002 : American Music Awards (émission de télévision)
- 2003 : DVD Exclusive Awards (émission de télévision)
- 2004-2005 : Relooking extrême, spécial obésité (émission de télévision, 5 épisodes)
- 2005 : Party at the Palms (téléréalité, 12 épisodes)
- 2005 : World Music Awards 2005 (émission de télévision)
- 2005 : American Music Awards (émission de télévision)
- 2010 : American Music Awards (émission de télévision)
- 2011 : American Music Awards (émission de télévision)
- 2012 : Love in the Wild (émission de télévision - saison 2, 8 épisodes )
- 2013 : The Jenny McCarthy Show (talk-show - également productrice exécutive des 15 épisodes)
- 2013 : Billboard Music Awards 2013 (émission de télévision)
- 2013-2014 : The View (émission de télévision, + de 200 épisodes)
- 2014 : International Ghost Investigators : elle-même (1 épisode)
- 2014 : Jenny McCarthy's Dirty Sexy Funny de Joe DeMaio (émission de télévision - également productrice exécutive)
- 2014 : American Music Awards (émission de télévision)
- 2015 : Donnie Loves Jenny (téléréalité - également productrice exécutive, 26 épisodes)
- 2019 - 2020 : The Masked Singer (émission de télévision - juge, en cours)

### Jeux vidéo
- 2008 : Command & Conquer : Alerte rouge 3 : Agent spécial Tanya (voix originale)

## Distinctions
Sauf indication contraire ou complémentaire, les informations mentionnées dans cette section proviennent de la base de données IMDb.

### Récompenses
- Golden Apple Awards 1997 : Star féminine de demain
- 26e cérémonie des Razzie Awards 2006 : 
  - pire actrice pour Dirty Love
  - pire scénario pour Dirty Love

- Pigasus Awards 2008 : meilleure performance[4]

### Nominations
- 20e cérémonie des Razzie Awards 1999 : pire actrice dans un second rôle pour BASEketball
- Daytime Emmy Awards 2005 : meilleure programme spécial pour The Brady Bunch 35th Anniversary Reunion Special: Still Brady After All These Years, nomination partagée avec les producteurs
- 27e cérémonie des Razzie Awards 2007 : pire actrice dans un second rôle pour John Tucker doit mourir
- 29e cérémonie des Razzie Awards 2009 :
  - pire actrice dans un second rôle pour Hot Protection
  - pire couple à l'écran pour Hot Protection, nomination partagée avec Larry the Cable Guy
- Daytime Emmy Awards 2014 : Meilleur présentateur de débat télévisé pour The View, nomination partagée avec Barbara Walters, Whoopi Goldberg et Sherri Shepherd
- 40e cérémonie des People's Choice Awards 2014 : meilleur nouveau présentateur de débat télévisé pour The View